# Pilar Mundet
Maria del Pilar Mundet i Torres, més coneguda com a Pilar Mundet (1961 -10 d'abril de 2021) va ser una política i docent catalana. Implicada en política ben jove amb el PSC a partir de 1987, assolí el càrrec d'alcaldessa de Tossa de Mar el 1991, esdevenint aleshores la primera alcaldessa del municipi gironí. Va morir als 59 anys a conseqüència d'una malaltia greu.